# Estación de Hernani-Centro
Hernani-Centro (en euskera Hernani-Erdia) es un apeadero ferroviario situado en el municipio español de Hernani en la provincia de Guipúzcoa, comunidad autónoma del País Vasco. Forma parte la línea C-1 de la red de Cercanías San Sebastián operada por Renfe.

## Situación ferroviaria
La estación se encuentra en el punto kilométrico 615,090 de la línea férrea de ancho convencional  que une Madrid con Hendaya a 15,21 metros de altitud. El tramo es de vía doble y está electrificado.

## Historia
La estación fue inaugurada el 1 de septiembre de 1863 con la puesta en marcha del tramo Beasáin-San Sebastián de la línea radial Madrid-Hendaya. Su explotación inicial quedó a cargo de la Compañía de los Caminos de Hierro del Norte de España quien mantuvo su titularidad hasta que en 1941 fue nacionalizada e integrada en la recién creada RENFE. Desde el 31 de diciembre de 2004 Renfe Operadora explota la línea mientras que Adif es la titular de las instalaciones ferroviarias.

## La estación
El apeadero de Hernani-Centro se sitúa mucho más cerca del núcleo urbano que la estación de Hernani. Aun siendo un apeadero posee una taquilla donde es posible adquirir billetes para los trenes de cercanías. Se compone de dos andenes laterales y de dos vías. El cambio de una a otra se realiza a nivel.

## Servicios ferroviarios

### Cercanías
Los trenes de cercanías de la Línea C-1 son los únicos que se detienen en la estación. 